# Oli de colza

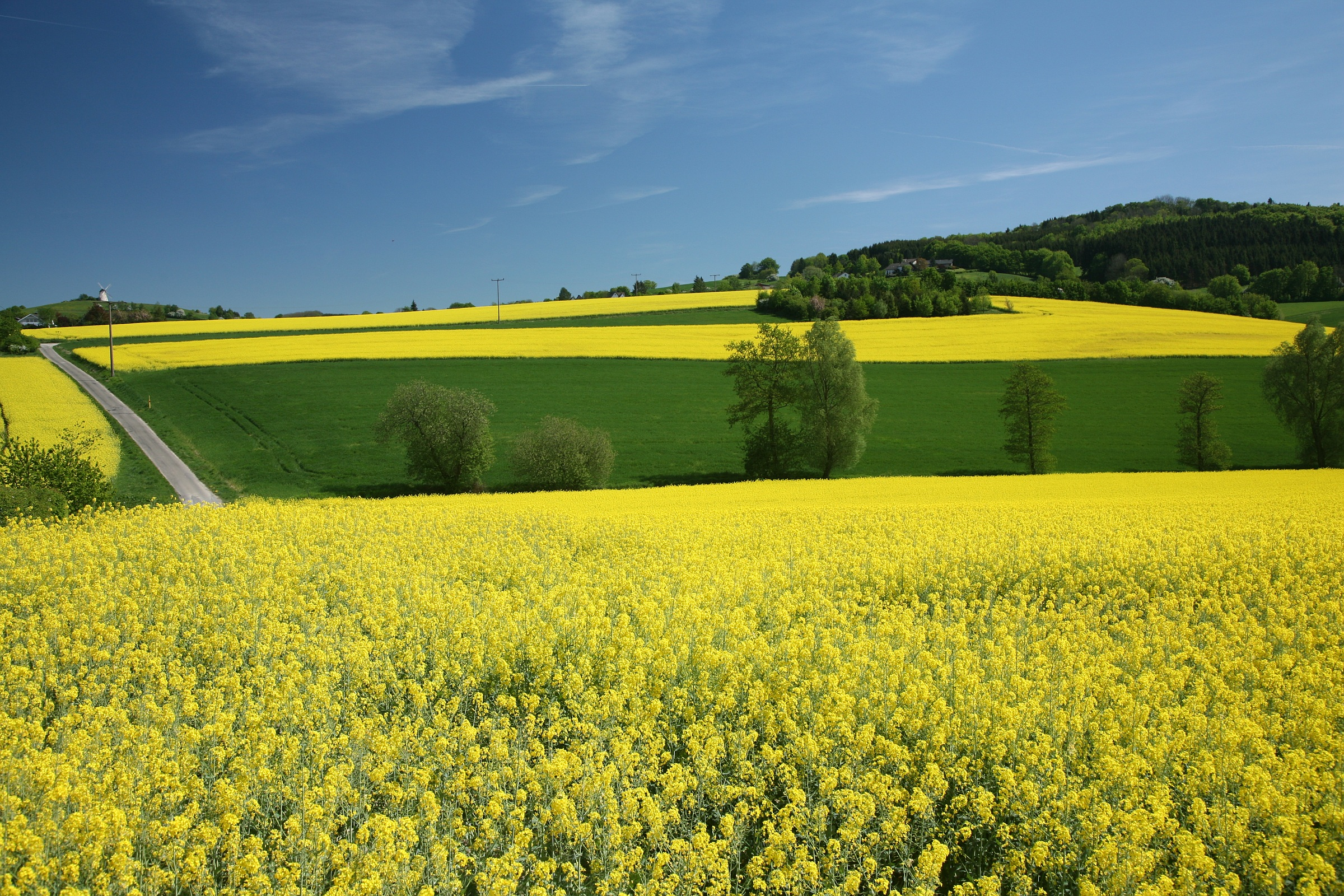
Planta de la colza

L'oli de colza (sovint etiquetat incorrectament en català com a oli de nabina*) és l'oli produït a partir del premsat de les llavors de la planta de la colza. És de textura viscosa i color marronós abans d'arribar a ser refinat. D'aquest oli es pot separar estearina sòlida. Els principals territoris productors d'oli són el Canadà, Europa i la Xina.
La colza és típicament cultivada per a la producció d'olis vegetals, pinso (altament proteic) o biocombustibles (biodièsel). També és utilitzada per a la producció de lubricants o per al control de plagues. A Alemanya es va començar a usar com a oli econòmic durant la Segona Guerra Mundial i actualment és el principal oli d'ús alimentari utilitzat per a l'elaboració de productes alimentaris. Als Països Catalans es prefereix l'oli d'oliva com a aliment i, pel fet d'estar sempre a l'abast, a nivell casolà també per a altres usos (cosmètic, lubrificant, combustible per a làmpades d'oli, etc.).
A Alemanya i altres països de dieta atlàntica s'usa com a aliment per a fregir, però els olis de colza comestibles i usats com a combustible són obtinguts de manera diferent, amb diferents additius i tractaments que fan canviar les seves característiques, com per exemple la toxicitat. Per a evitar accidents és obligatori tenyir l'oli de colza combustible amb un colorant.
A Espanya el 1981 hi va haver milers d'enverinats i morts a causa de la ingesta d'oli de colza venut fraudulentament com a oli d'oliva i el qual havia estat decolorat expressament. Segons les fonts, de 600 a milers de persones van morir i més de vint mil van quedar amb malalties cròniques (de per vida) o minusvàlides. Llavors es va encunyar el terme síndrome de l'oli tòxic (SOT).

## Història

### Origen
La colza (de nom científic Brassica napus) té el seu origen fa milers d'anys a Àsia. Els primers registres arqueològics van ser trobats a la Xina i provenen del 5000 aC. En canvi, a Europa, les primeres proves de cultius de colza provenen de l'edat mitjana.
Inicialment, l'oli de colza s'utilitzava únicament per alimentar puntualment el bestiar i com a lubricant per a la maquinària. L'oli de colza va tenir un paper important durant la Revolució Industrial, pel fet que aquest s'utilitzava per lubricar les màquines de vapor. Prèviament, aquest oli no era gaire utilitzat per cuinar a causa del seu elevat contingut en àcid erúcic. La ingesta d'àcid erúcic en una quantitat superior a 7 mg/kg de pes corporal pot comportar problemes de toxicitat al cor, o fins i tot, en casos d'exposició crònica, pot generar una lipidosi.
L'any 1974 va sortir al mercat un producte conegut com a canola (de l'anglès Canadian oil, low acid) obtingut a partir d'una variant de la colza desenvolupada per uns científics canadencs. Aquesta variant de la colza té un baix percentatge d'àcid erúcic i glucosinolat (actualment s'hi troben en valors de 0,1% i 8,5 μM g− 1 respectivament), evitant així els problemes de toxicitat que generava l'oli de colza.

### Modificacions genètiques
L'any 1995 es va introduir al  mercat del Canadà la primera canola modificada genèticament, que era resistent a l'herbicida glifosat. Amb els anys, els agricultors del Canadà han tendit a utilitzar més aquestes plantes modificades genèticament, per què, en ser resistents als herbicides, els poden aplicar directament sobre els cultius sense que aquests deixin de ser funcionals. Això ha suposat un problema, ja que el pol·len d'aquestes plantes pot viatjar llargues distàncies i contaminar així camps de canola sense modificacions genètiques, que han de ser abandonats i els agricultors han de cultivar en zones aïllades la canola no modificada genèticament.
Un altre de les modificacions a les quals ha estat sotmesa la canola ha sigut l'increment del seu contingut en laurat gràcies a l'addició d'un gen provinent del llorer de Califòrnia (Umbellularia californica). La canola amb aquesta modificació no té un ús alimentari, sinó industrial. Això és degut al fet que el laurat és altament utilitzat per la producció de detergents i sabons.
El cultiu i comerç de la canola modificada genèticament es troba bastant restringit en la majoria dels països, amb l'excepció dels Estats Units i el Canadà, on la gran majoria de cultius de canola es troben modificats genèticament.

### La tragèdia de l'oli de colza a Espanya
Un dels episodis més tràgics de la història de l'oli de colza va succeir a Espanya l'any 1981 i va comportar l'empresonament de dos directius, un de RAPSA i l'altre de Raelsa, amb condemnes de 20 i 12 anys respectivament. La venda d'oli de colza desnaturalitzat (per a ús industrial) com a oli d'oliva en mercats va ocasionar una de les majors crisis sanitàries del país. Els primers casos de l'actualment conegut com a síndrome de l'oli tòxic es van donar a Torrejón de Ardoz (província de Madrid) i van ocasionar pneumònies atípiques, fibromiàlgia, dolor crònic, fatiga crònica i deformitats articulars a famílies senceres. L'afectació de la tragèdia va ser de grans dimensions, ocasionant 5000 morts i 20000 persones amb seqüeles.
La troballa de l'agent causant d'aquesta estranya pneumònia va suposar l'esforç d'un gran nombre d'investigadors i personal mèdic, aquests inicialment sospitaven d'un microorganisme com a possible causant d'aquesta infecció. Finalment, Juan Casado Flores (qui feia quatre anys que treballava a l'Hospital Niño Jesús de Madrid) conjuntament amb un equip van iniciar una investigació sobre aquesta nova infecció que afectava els nens de l'hospital en el qual treballava. Casado i el seu equip van descobrir en mes i mig que aquesta epidèmia no havia estat causada per un bacteri o un virus, sinó que es tractava d'un enverinament massiu, que havia afectat majoritàriament barris humils. Després d'una exhaustiva investigació van detectar un patró comú en tots els afectats, ja que tots havien comprat i consumit un oli suposadament d'oliva venut en mercats ambulants dels barris.
Les condemnes van ser molt inferiors a les demanades pel fiscal Eduardo Fungairiño pel fet que els magistrats van indicar que els acusats no havien comès delictes d'homicidi. Les dues majors condemnes van ser per a Ramón Ferrero (condemnat a dotze anys de presó per estafa i imprudència temerària professional) i Jorge Pich (condemnat a deu anys i pagar 100.000 pessetes per col·laboració en els delictes comesos per Ramón Ferrero). Els deu condemnats restants van rebre penes pròximes als quatre anys i els altres vint-i-cinc processats van ser absolts.

### Actualitat
Actualment, l'oli de colza (en la seva forma de canola) és el tercer oli culinari més consumit del món. Això és gràcies al seu elevat valor nutritiu. En presentar un elevat contingut en àcids grassos insaturats, la incorporació d'aquest aliment a la dieta pot contribuir en certs beneficis per la salut. Tot i això, l'oli de colza encara presenta una connotació  negativa en certs països com Espanya a causa de la síndrome de l'oli tòxic.

## Composició
L’oli de colza està format principalment per triacilglicèrids, en un 99%, essent l’1% restant fosfolípids, àcids grassos lliures, àcids grassos no saponificables i altres components.
| Component                       | Quantitat (%) |
| ------------------------------- | ------------- |
| Triacilglicèrids                | 91,8-99       |
| Fosfolípids (oli cru)           | 3,5           |
| Àcids grassos lliures           | 0,5-1,8       |
| Àcids grassos no saponificables | 0,5-1,2       |

Alguns d’aquests components es poden usar com a indicadors de qualitat, com per exemple els àcids grassos lliures. Una composició de més del 5% d’aquests compostos en olis sense refinar indica un deteriorament de la qualitat, a causa d'un processament deficient de l’oli o a danys en la planta.

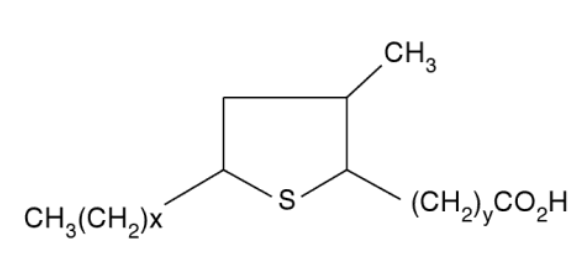
Estructura química d'un àcid gras sulfurat

També cal destacar que l’oli de colza és l’únic oli comestible que conté àcids grassos sulfurats, els quals tenen una estructura similar als àcids grassos furànics, però aquests presenten un anell amb sofre en comptes d’oxigen.
Específicament, l’oli de colza presenta un 55% d’àcid oleic, un elevat contingut que el diferencia d'altres olis vegetals. De la mateixa manera, també conté un 26% d’àcid linoleic i un 8-12% d’àcid linolènic. Aquests àcids són els que li confereixen les seves característiques olioses i greixoses.
D’altra banda, presenta un contingut variable d’àcid erúcic, el qual s’ha intentat anar reduint amb el temps mitjançant tècniques de millora i tria de cultius, ja que aquest causa efectes adversos per la salut.

### Àcid erúcic

Estructura química de l'àcid erúcic

L’àcid erúcic és un àcid gras de cadena llarga, el qual es troba en llavors de Brassicàcies, família a què pertany l’oli de colza. La seva concentració en les plantes de colza és variable, essent alta en plantes d’origen natural (40%), les quals són usades industrialment ja que no calen controls de qualitat tan estrictes. En cas de necessitat alimentària, aquest contingut s’ha de reduir al 0,5%, ja que diversos estudis han documentat que en alguns animals afecta negativament el cor.
Aquest òrgan es veu afectat a causa de la mala oxidació mitocondrial d’aquest àcid, fet que causa lipidosi, és a dir, una acumulació de triacilglicèrids en forma de gotes lipídiques. Per consegüent, el múscul cardíac presenta una reducció en la seva contractilitat i es produeix dany tissular. Així doncs, és important minimitzar la presència d’aquest àcid per evitar possibles efectes adversos en la salut humana. Gràcies a la reducció d’aquest i el baix contingut en glucosinolats, s’obté el que s’anomena “oli de canola”, el qual posseeix propietats químiques diferents a l'oli de colza.

### Polifenols

#### Rols bifuncionals
La colza (Brassica napus L.) no només és una de les fonts més importants d’oli vegetal a escala mundial, sinó que també és rica en compostos bioactius com els polifenols. Aquests compostos es troben en elevades concentracions a les llavors i els subproductes del processament de l’oli. Així mateix, el contingut de polifenols pot variar en funció dels processos d’extracció i refinament de l’oli.

#### Beneficis per la salut
Aquest compost és de gran ineterès per les diverses funcions beneficioses que pot fer. En primer lloc, poden actuar com a antioxidants. Neutralitzen radicals lliures com les espècies reactives d’oxigen (ROS) i de nitrogen (RNS), que representen un perill, ja que poden causar danys en biomolècules com l'ADN, les proteïnes i els lípids. Per exemple, l'àcid sinàpic és capaç d’estabilitzar radicals lliures gràcies a la seva estructura química, prevenint d’aquesta manera l'estrès oxidatiu en les cèl·lules.
Igualment, s’ha demostrat que aquests compostos tenen important propietats antiinflamatòries. Redueixen la producció de citocines proinflamatòries com el TNF-α i la IL-1β mitjançant la modulació de rutes moleculars. Gràcies a aquestes propietats, els converteixen en candidat prometedor com a agents terapèutics per a malalties inflamatòries cròniques.
Un altre benefici important és la seva capacitat per millorar la sensibilitat a la insulina i regular la glucosa en sang. Els polifenols activen transportadors de glucosa com el GLUT4, cosa que ajuda a mantenir un millor control metabòlic i a reduir el risc de desordres metabòlics com la diabetis tipus 2.
A més, els polifenols tenen efectes protectors sobre el sistema cardiovascular. Han demostrat reduir l’estrès oxidatiu i millorar els perfils lipídics, molt important per tal de prevenir malalties com la hipertensió i l’aterosclerosi.
Alguns polifenols, com l'àcid siríngic, ofereixen efectes neuroprotectors. Poden protegir les neurones de danys oxidatius i excitotòxics. Aquest fet els fa molt prometedors per al tractament de malalties neurodegeneratives com l’Alzheimer.

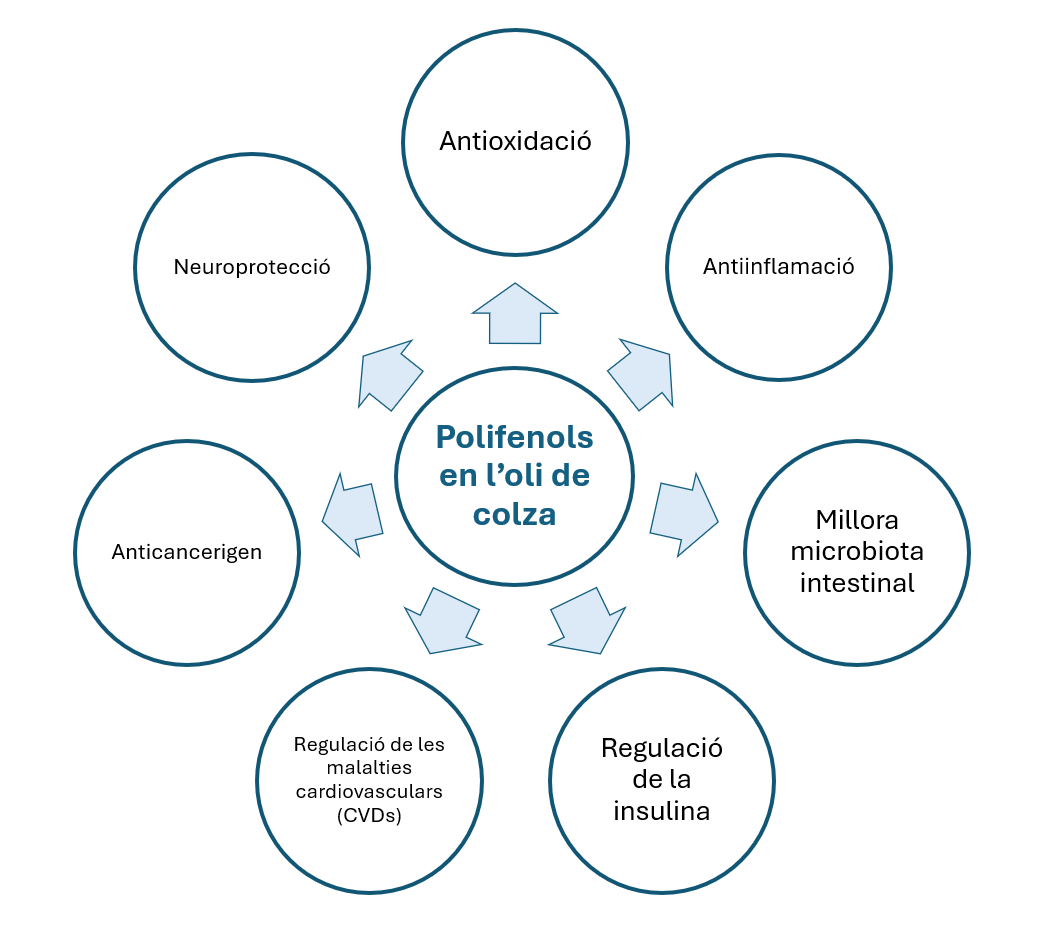
Proprietats bioactives dels polifenols en l'oli de colza

Finalment, s’han observat efectes anticancerosos en compostos com el canolol, que pot induir la mort de cèl·lules tumorals mitjançant rutes moleculars com MAPK. Aquest fet és de gran interès per tal de poder utilitzar com a complement en teràpies contra el càncer.
Un aspecte més recent, és que els polifenols poden interaccionar amb la microbiota intestinal. Poden promoure el creixement de bacteris beneficiosos, ajudant a millorar la salut digestiva i a reduir la inflamació sistèmica.
En definitiva, els polifenols de la colza són molt més que un simple component químic,  són claus per la prevenció en diverses àrees de la medicina i la nutrició.

## Valor nutricional
L’oli de colza presenta un elevat valor nutricional ja que conté una elevada quantitat d’àcids grassos poliinsaturats, a més a més de vitamina E, carotenoides, flavonoides, esterols, etc. entre altres components. Aquests que li aporten característiques antimicrobianes, antiinflamatòries, neuroprotectores, cardioprotectores i altres propietats que contribueixen en la disminució de la probabilitat de patir càncer, obesitat i diabetis. Així doncs, aquest producte pot esdevenir beneficiós per la salut.

## Producció mundial
Segons les dades per al període 2023-2024, la Unió Europea ocupa el primer lloc amb el 30 per cent de la producció global, que ascendeix a 10,25 milions de tones. La Xina segueix amb un 23 per cent de la producció, amb 7,72 milions de tones, i el Canadà amb un 14 per cent, amb 4,71 milions de tones. Altres països com l'Índia, Rússia i els Estats Units contribueixen amb un 12 per cent (3,98 milions de tones), un 4 per cent (1,31 milions de tones) i un 3 per cent (882.000 tones), respectivament.
El 2022, el comerç d'olis de colza, que inclou el de canola i l'oli de mostassa, va arribar a un total de 13,9 mil milions de dòlars, situant-se com el 302è producte més comercialitzat a escala global. Les exportacions d'olis de colza van créixer un 12,4 per cent respecte a l'any anterior. El Canadà va ser el principal exportador, amb 4,86 mil milions de dòlars, seguit d'Alemanya, Rússia, França i els Països Baixos. Pel que fa a les importacions, els Estats Units van encapçalar la llista amb 4,01 mil milions de dòlars, seguit de la Xina, els Països Baixos, Bèlgica i Noruega.
Des de 2003, s'observa que el comerç internacional de llavors de colza ha crescut de manera significativa, especialment a causa de l'augment de la demanda xinesa. Actualment, la Unió Europea és un dels principals importadors de llavors de colza, a causa de la seva creixent demanda per a la producció de biocombustibles, la qual cosa ha intensificat la competència en el mercat global.

## Procés de fabricació

### Preparació i cocció de les llavors
La producció d'oli de colza consta de diverses etapes que van des de la preparació de les llavors fins a la purificació de l'oli. Aquest s’obté per pressió o per extracció de les llavors de les varietats de Brassica napus L. i Brassica rapa L. (Cruciferae) amb contingut baix en àcid cis-docos-13 enoico. D'aquesta manera es pot garantir un producte de qualitat i apte per al consum humà.
Durant el procés de preparació de l'oli de colza es fan diversos passos per optimitzar l'extracció. En primer lloc, es netegen les llavors per eliminar impureses com pols, pedres i altres materials que s'hagin pogut recollir durant la collita. Un cop netejades, les llavors s'escalfen a una temperatura d'entre 30 i 40 °C amb l'objectiu de reduir el contingut d'humitat al 9%. Això fa que les llavors siguin més elàstiques, facilitat l'etapa següent.
Seguidament de l'escalfament, les llavors es fan passar per uns rodets que les transformen en flocs d'uns 0,3 mm de gruix aproximadament. Aquest pas és de summa importància perquè trenca les parets cel·lulars, facilitant l'extracció de l'oli. A continuació, es couen els flocs a una temperatura de 70-100 °C, fins a aconseguir una humitat del 5 al 7 per cent. Aquesta cocció, així com  el pas anterior, afavoreix una extracció d'oli més eficient.

### Extracció i refinació de l'oli
Després, els flocs es fan passar per una premsa de cargols, d'on es pot extreure fins al 70 per cent de l'oli de l'interior de les llavors. Aquest procés produeix dos productes de gran valor: l'oli cru de colza, que en els passos següents serà refinat, i el pastís d'oli, que encara conté d'un 25 a un 30 per cent d'oli.
S'utilitza el mètode d'extracció amb dissolvent per extreure l'oli restant del pastís. El pastís es tritura i s'escalfa a 100 °C abans de ser barrejat amb hexà, que és el dissolvent més utilitzat per a l'extracció d'oli. L'hexà és un solvent de petroli molt efectiu gràcies a tenir un punt d'ebullició baix (69 °C) i la seva alta selectivitat pels olis.

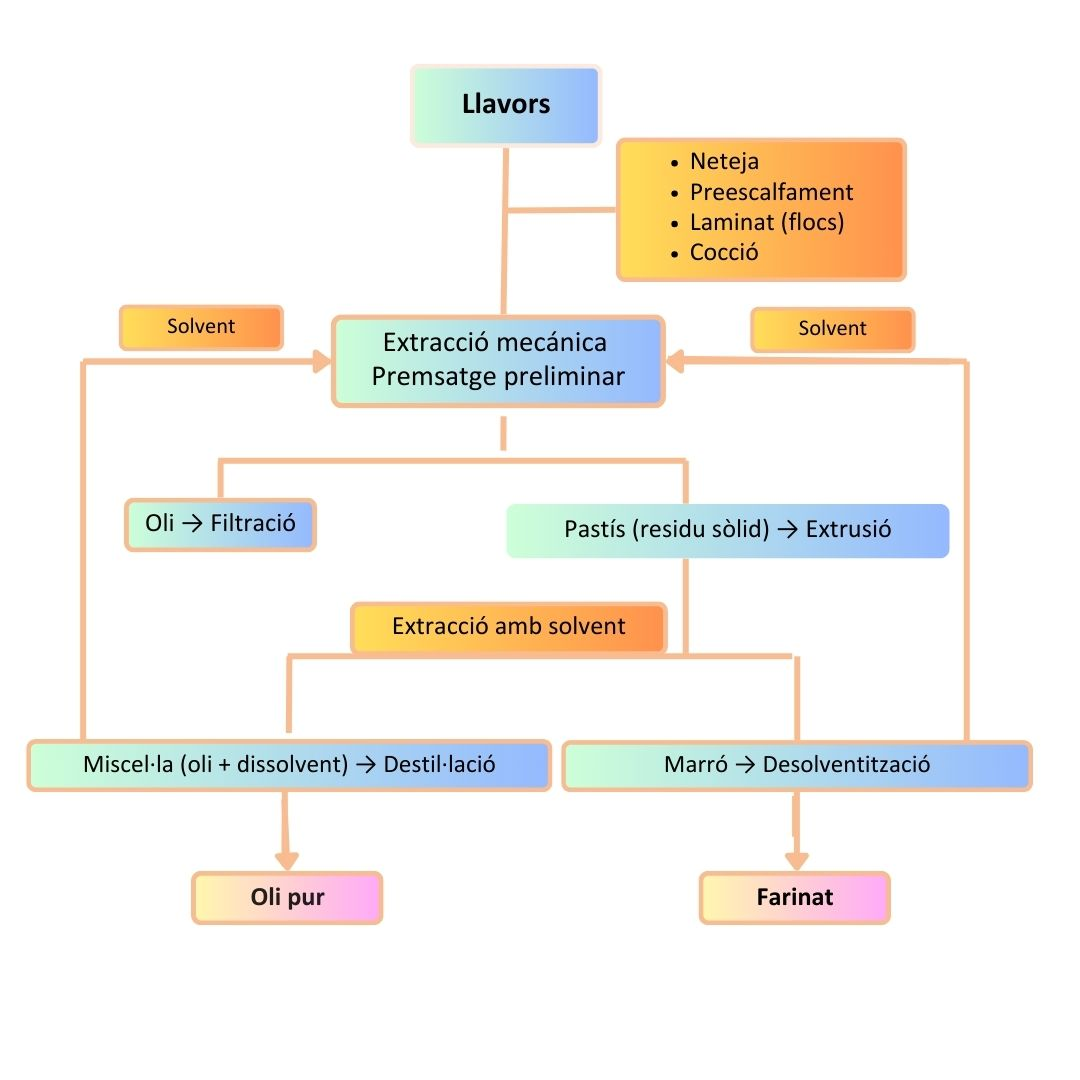
Procés de producció d'oli de colza

Tot i aquests avantatges, l'hexà presenta riscos importants per a la salut humana i el medi ambient. Les seves fuites durant l'extracció o recuperació poden contaminar l'aire, reaccionant amb altres contaminants per formar ozó i oxidants fotoquímics.
Llavors, l'hexà dissol l'oli present al pastís, formant una barreja d'oli i dissolvent coneguda com a miscel·la, que conté aproximadament un 30 per cent d'oli i un 70 per cent de dissolvent. En canvi, el pastís triturat que queda després de l'extracció s'anomena marró.
Per acabar el procés, es destil·la la miscel·la per separar l'oli del dissolvent. El marró es dissol escalfant-lo a 105 °C, eliminant d'aquesta manera l'hexà i deixant com a residu el farinat, que s'utilitza com a aliment animal. L'oli cru extret s'emmagatzema en dipòsits i passa per processos de refinació addicionals per fer-lo apte per al consum humà.

### Tractament del farinat i alternatives sense dissolvents
Un cop obtingut el farinat, es processa per convertir-lo en canola meal, una font de proteïnes per a l'alimentació animal. Aquest procés inclou un tractament de vapor per eliminar-ne el dissolvent restant. Un cop es refreda i s'asseca, el farinat es pot emmagatzemar en pols o transformar-se en un granulat per facilitar el seu transport i ús.
El procés explicat fins ara és el convencional. Així mateix, existeixen alternatives que no utilitzen dissolvents. En el procés de doble premsa, les llavors es premsen una segona vegada sense l'ús de dissolvents, produint-se un farinat amb un major contingut d'oli. També es pot utilitzar el procés de premsat en fred, en el qual les llavors no s'escalfen abans, durant o després del premsat, produint-se un oli de sabor i color més intens, i tenint el farinat un major contingut en oli, útil com a font d'energia per als animals.
Una altra alternativa important és el procés d'extracció aquosa enzimàtica. Aquest utilitza enzims hidrolítics per degradar les parets cel·lulars de les llavors i alliberar l'oli. Aquest mètode produeix oli d'alta qualitat i subproductes rics en proteïnes, com farines i melasses de colza.

### Influència del processament en els polifenols
La producció d’oli de colza té un impacte important en el contingut i la funcionalitat dels polifenols, els quals són molt sensibles a les condicions tècniques del processament.
L'extracció de l’oli afecta de manera directa el contingut de polifenols. El premsat en fred és un dels mètodes més adequats per preservar aquests compostos, ja que evita les altes temperatures i l’ús de dissolvents químics. En canvi, les tècniques tradicionals, com l’extracció amb dissolvents tenen un rendiment més alt, però poden degradar els polifenols a causa de l’exposició a la calor i a les reaccions químiques associades. Així mateix, tecnologies noves com l'extracció enzimàtica aquosa (AEE) o supercrítica poden arribat a preservar millor els compostos bioactius, produint així un oli de millor qualitat.
Igualment, el refinament inclou etapes necessàries per millorar l'aspecte, l'olor i l’estabilitat de l’oli, però eliminen una part important dels polifenols presents. Durant el procés es redueix a compostos essencials com l'àcid sinàpic i es degraden antioxidants com el canolol. En total, fins al 80% dels polifenols es poden perdre.

## Usos

### Alimentació
Culinàriament, l’oli de colza és el tercer oli més usat en tot el món, sobretot a la Xina i al Canadà, posicionant-se darrere de l'oli de palma i del de soja. S'utilitza principalment per fregir i saltejar, ja que presenta un punt d'inflamació alt, el qual permet cuinar a elevades temperatures. A més a més, és molt valorat, ja que destaca pel seu contingut en omega-6 i per la poca quantitat d'àcids grassos saturats que conté, tot i que no és tan usat com altres tipus d'oli a causa de l'enverinament massiu del 1981.
També se’n dona un gran ús al Canadà, ja que és el país on es va originar el seu comerç i on posteriorment es va convertir en un dels cultius més importants. Amb els anys, la seva utilització ha anat augmentant de forma progressiva, fins a convertir-se en el 68% del total d’olis consumits. Aquest s’usa principalment com a oli per amanides, per produir margarina i mantega i per fregir.

### Biodièsel
L’oli de colza també es pot utilitzar per produir biodièsel, el qual s’empra en vehicles de motor, maquinària agrícola, transport marítim i generació d’energia per sistemes de calefacció, entre d'altres. El biodièsel és una alternativa als combustibles fòssils, usat cada cop amb més freqüència, ja que es tracta d’una font d’energia més sostenible que les convencionals.
Per tal d’obtenir biodièsel a partir d’oli de colza, es fa una transesterificació, en la qual la glicerina dels triglicèrids de l’oli se substitueix per un alcohol de cadena curta. En aquesta reacció, intervenen enzims vegetals (triacilglicerol éster hidrolases), fet que suposa un avantatge enfront de les catàlisis convencionals, ja que es tracta de substàncies més específiques i selectives, i no generen productes secundaris; característica de gran interès, ja que es poden eliminar fàcilment en els processos de separació i purificació.
L’ús de l'oli de colza com a biodièsel aporta diferents avantatges, com ara la biodegradabilitat, l’elevat punt d’inflamació, les menors emissions i toxicitat que els dièsels convencionals o la bona lubricació. Tanmateix, l’ús d’aquests enzims presenta un alt cost, poca estabilitat i es troben influïts per diferents paràmetres com ara el pH, la temperatura o la pressió.

### Biosolvent
De la mateixa manera, l’oli de colza també es pot usar com a substitut dels solvents convencionals, gràcies als atributs dels èsters que el componen. Aquests permeten la producció de biosolvents, ja que tenen un elevat punt d’ebullició i una baixa viscositat, a més a més de compostos orgànics amb baixa volatilitat i propietats no tòxiques. Per consegüent, s’obté un producte amb les mateixes aplicacions que els disolvents tradicionals, però aquest genera un menor impacte ambiental i és reciclable i biodegradable. Així doncs, s’usa en la fabricació de pintures, tintes i revestiments.

### Biolubricant
L’oli de colza també es pot fer servir com a biolubricant, per tal de reduir la fricció entre superfícies. Aquest posseeix característiques idònies per a la seva producció, ja que presenta una bona estabilitat oxidativa a causa del baix contingut d’àcids poliinsaturats i, per consegüent, esdevé resistent a l'oxidació i corrosió, a diferència de la gran majoria d’olis vegetals.
De la mateixa manera que en el cas del biodièsel i dels biosolvents, aquest oli permet que el producte final adquireixi unes característiques més respectuoses amb el medi ambient, en comparació amb els lubricants convencionals.

### Sabó
Gràcies a l’oli de colza també es pot dur a terme la producció de sabó, mitjançant la reacció de saponificació que es dona en mesclar-se amb sosa càustica. Aquest fet és possible ja que l’oli és ric en àcids grassos insaturats, com per exemple l'àcid oleic i l'àcid linoleic. D’aquesta manera, els triglicèrids d’aquests àcids reaccionen amb el NaOH, produint glicerol i sals d’àcids grassos, els quals formen el sabó. Per consegüent, s’obté un producte amb elevada solubilitat en aigua, gràcies a les propietats aportades per l'oli.

### Control de plagues

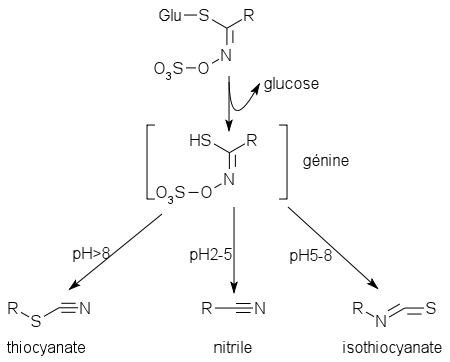
Degradació de glucosinolat

Els vegetals que formen part de la família Brassicaceae (Brassicàcies) tenen la capacitat de produir glucosinolats en resposta a danys en la planta, com per exemple el causat per insectes quan s’alimenten d’aquestes. Davant d’aquesta situació, els glucosinolats alliberats al sòl són hidrolitzats i s’obté glucosa, bisulfat i isotiocianats, entre d'altres. Aquests últims presenten propietats tòxiques per alguns insectes i animals. Així doncs, la seva toxicitat i ràpida dispersió i degradació a compostos més innocus permet que l’oli de colza esdevingui una alternativa als pesticides sintètics, obtenint un producte capaç de controlar plagues de forma més respectuosa amb el medi ambient.